# Kropfeinzel
Kropfeinzel ist ein Gemeindeteil der Marktes Stammbach im Landkreis Hof (Oberfranken, Bayern). Kropfeinzel liegt in der Gemarkung Förstenreuth.

## Geografie
Die Einöde liegt am bewaldeten Nordosthang des Bugbergs (614 m ü. NHN). Eine Gemeindeverbindungsstraße führt zu einer Gemeindeverbindungsstraße bei Röhrigeinzel (0,3 km nördlich) bzw. zu einer Gemeindeverbindungsstraße  (0,3 km südlich) zwischen Weickenreuth im Westen und Förstenreuth im Osten.

## Geschichte
Von 1797 bis 1810 unterstand Kropfeinzel dem Justiz- und Kammeramt Gefrees. Infolge des Ersten Gemeindeedikts wurde Kropfeinzel dem 1812 gebildeten Steuerdistrikt Stammbach und der zugleich entstandenen Ruralgemeinde Stammbach zugewiesen. 1840 erfolgte die Umgemeindung in die neu gebildete Ruralgemeinde Förstenreuth. Im Zuge der Gebietsreform in Bayern wurde Kropfeinzel am 1. Juli 1972 nach Stammbach eingemeindet.

### Einwohnerentwicklung
| Jahr      | 001857 | 001861 | 001871 | 001885 | 001900 | 001925 | 001950 | 001961 | 001970 | 001987 |
| Einwohner |        | *17    | *22    | *18    | 11     | 6      | 12     | 3      | 2      | 2      |
| Häuser    | 1      |        |        | *3     | 2      | 2      | 1      | 1      |        | 1      |
| Quelle    | [ 5 ]  | [ 8 ]  | [ 9 ]  | [ 10 ] | [ 11 ] | [ 12 ] | [ 13 ] | [ 14 ] | [ 15 ] | [ 1 ]  |

## Religion
Kropfeinzel ist evangelisch-lutherisch geprägt und nach St. Maria (Stammbach) gepfarrt.